# Sarah Connor (álbum)
Sarah Connor es el primer álbum compilatorio de la cantante pop alemana Sarah Connor. Fue publicado el 9 de marzo de 2004 por el sello Epic Records.

## Lista de canciones
| N.º | Título                                                         | Escritor(es)                                                                           | Productor(es)         | Duración |  |
| 1.  | «Bounce»                                                       | Bülent Aris, Toni Cottura, Anthony Freeman                                             | Aris                  | 4:12     |  |
| 2.  | «French Kissing»                                               | Tyger, Denar, Teddy Riley, Chauncey Hannibal, Lynise Walters, William Steward, Dr. Dre | Tyger, Kay D.         | 3:35     |  |
| 3.  | «Let's Get Back to Bed – Boy!» (featuring TQ)                  | Rob Tyger, Kay Denar, Terrance Quaites                                                 | Tyger, Kay D.         | 3:56     |  |
| 4.  | «Skin on Skin»                                                 | Tyger, Denar, Connor                                                                   | Tyger, Kay D.         | 4:44     |  |
| 5.  | «One Nite Stand (of Wolves and Sheep)» (featuring Wyclef Jean) | Wyclef Jean, Jerry Duplessis, Sarah Connor, O.G. Fortuna                               | W. Jean, J. Duplessis | 3:58     |  |
| 6.  | «He's Unbelievable»                                            | Rob Tyger, Kay Denar                                                                   | Rob Tyger, Kay D.     | 4:20     |  |
| 7.  | «Music Is the Key» (featuring Naturally 7)                     | Tyger, Denar                                                                           | Tyger, Kay D.         | 4:37     |  |
| 8.  | «Love Is Color-Blind» (featuring TQ)                           | Tyger, Kay Denar, Terrance Quaites                                                     | Tyger, Kay D.         | 4:46     |  |
| 9.  | «I'm Gonna Find You (Osla Suite)»                              | Tyger, Denar, Shawn Casselle                                                           | Tyger, Kay D.         | 4:46     |  |
| 10. | «In My House»                                                  | Rick James                                                                             | Charon, Age, Rufi-Oh  | 3:13     |  |
| 11. | «Turn Off the Lights»                                          | Tyger, Denar                                                                           | Tyger, Kay D.         | 3:23     |  |

## Posición en las listas

### Sencillos
| Título            | Bounce          | Bounce |
| Título            | Máxima posición |        |
| ----------------- | --------------- | ------ |
| Billboard Hot 100 | 54              |        |

### Álbum
| Título            | Sarah Connor    | Sarah Connor |
| Título            | Máxima posición |              |
| ----------------- | --------------- | ------------ |
| Billboard Top 200 | 106             |              |